# Урожайне (Кабардино-Балкарія)
Урожайне (рос. Урожайное) — село у Терському районі Кабардино-Балкарії Російської Федерації.
Орган місцевого самоврядування — сільське поселення Урожайне. Населення становить 2025 осіб.

## Історія
Згідно із законом від 27 лютого 2005 року органом місцевого самоврядування є сільське поселення Урожайне.

## Населення
| 2002  | 2010  | 2012  | 2013  | 2014  | 2015  | 2016  |
| ----- | ----- | ----- | ----- | ----- | ----- | ----- |
| 2056  | ↘2025 | ↘2013 | ↘1999 | ↘1991 | ↗1999 | ↘1987 |
| 2017  | 2018  | 2019  | 2020  |       |       |       |
| ↗1997 | ↘1995 | ↗2006 | ↘2004 |       |       |       |